# Edward Schillebeeckx
Edward Cornelis Florentius Alfonsus Schillebeeckx OP (12 de novembre de 1914, Anvers, Bèlgica - 23 de desembre de 2009, Nimega, Països Baixos) fou un prestigiós teòleg dominic belga.

## Biografia
El 1934 va entrar a l'Orde de Predicadors i es va doctorar en teologia el 1951. Durant la seva vida va exercir a la Universitat catòlica de Lovaina i posteriorment a la universitat catòlica de Nimega, on fou nomenat professor titular.
Destaca com a teòleg assessor de l'episcopat neerlandès durant la celebració del Concili Vaticà II. I fins a la seva mort, va continuar sent un consultor de l'episcopat neerlandès.
Amb A. van den Boogaard, P. Brnad, Yves Congar, Hans Küng, Johann Baptist Metz i Karl Rahner fou cofundador de la revista Concilium, una de les més destacades en teologia modernista.
El 1966 va ser un dels principals inspiradors del catecisme holandès.
Dins del debat teològic, Schillebeeckx fou un gran especialista als camps que van des de la teologia de la mort de Déu, promoguda i divulgada principalment per l'anglicà John A.T. Robinson a propòsit del seu llibre Honest amb Déu, fins a la denominada teologia política alemanya, passant per profundes i reflexives aportacions al camp de l'hermenèutica, la història de l'Església, així com un gran amor per la ciència.
L'any 1968 tingué el primer enfrontament amb l'ortodòxia de la Congregació per a la Doctrina de la Fe.
El 1974 publica aparentment amb totes les benediccions la seva obra Jesús, història d'un vivent. Però dos anys després, el 1976, és acusat de fins a nou heretgies, en un ample ventall, que va des de la infal·libilitat del Papa, la divinitat de Jesús o el concepte de la concepció virginal de Jesús. Schillebeeckx va respondre-hi amb un dossier d'unes trenta pàgines així com un llibre escrit en alemany, quelcom que tampoc no aconseguia convèncer el tribunal, que el març del 1981 va convocar-lo a un enfrontament amb un tribunal a Roma. Després de negar-se a aportar noves clarificacions, convoca una roda de premsa en què exerceix una crítica molt dura contra els contundents mètodes emprats pel tribunal de la Santa Seu, i que arribarà a identificar amb la pròpia institució de la Congregació per a la Doctrina de la Fe, així com l'estil del papa Joan Pau II.
El 1981 li concedeixen el Premi Erasmus a Holanda, on es diu en una nota difosa per la mateixa Fundació Erasmus que els seus treballs confirmen els valors clàssics de la cultura europea, així com contribueixen a l'examen crític d'aquesta cultura.

## Obres
- Maria: ahir, avui i demà (amb Catharina Halkes), 2000
- Sóc un teòleg feliç: entrevista amb Francesco Strazzari Edward Schillebeeckx, 1994
- Els homes relat de Déu, 1994
- Jesús a la nostra cultura: mística, ètica i política 1987
- El ministeri eclesial: responsables a la comunitat cristiana amb J.M.Díaz, 1983
- Crist i els cristians: gràcia i alliberament, 1983
- Sobre el problema de Jesús: claus d'una cristologia, 1981